# Sticksjön, Medelpad
Sticksjön är en sjö i Sundsvalls kommun i Medelpad och ingår i Selångersåns huvudavrinningsområde. Sjön har en area på 0,0536 kvadratkilometer och ligger 66,1 meter över havet. Sjön avvattnas av vattendraget Sticksjöbäcken.

## Delavrinningsområde
Sticksjön ingår i det delavrinningsområde (692244-157402) som SMHI kallar för Mynnar i Ottsjöbäcken. Medelhöjden är 83 meter över havet och ytan är 6,35 kvadratkilometer. Det finns inga avrinningsområden uppströms utan avrinningsområdet är högsta punkten. Sticksjöbäcken som avvattnar avrinningsområdet har biflödesordning 3, vilket innebär att vattnet flödar genom totalt 3 vattendrag innan det når havet efter 5,8 kilometer. Avrinningsområdet består mestadels av skog (28 procent). Avrinningsområdet har 0,06 kvadratkilometer vattenytor vilket ger det en sjöprocent på 0,9 procent. Bebyggelsen i området täcker en yta av 3,62 kvadratkilometer eller 57 procent av avrinningsområdet.